# Пјане ди Монтеверде I (Фермо)
Пјане ди Монтеверде I (итал. Piane di Monteverde I) насеље је у Италији у округу Фермо, региону Марке.
Према процени из 2011. у насељу је живело 226 становника. Насеље се налази на надморској висини од 195 м.